# Svetovno prvenstvo v biatlonu 1994
Svetovno prvenstvo v biatlonu 1994 je dvaintrideseto svetovno prvenstvo v biatlonu, ki je potekalo med 15. in 20. marcem 1994 v Canmoru, Kanada, v eni disciplini za moške in ženske. Prvenstvo je potekalo v edini disciplini, ki ni bila v programu olimpijskih tekmovanj v biatlonu.

## Dobitniki medalj

### Moški
| Disciplina | Zlato                                                                                  | Zlato | Srebro                                                                          | Srebro | Bron                                                                       | Bron |
| ekipno     | Italija · Pieralberto Carrara · Hubert Leitgeb · Andreas Zingerle · Wilfried Pallhuber |       | Rusija · Vladimir Dračov · Aleksej Kobelev · Valerij Kirijenko · Sergej Tarasov |        | Nemčija · Jens Steinigen · Marco Morgenstern · Peter Sendel · Steffen Hoos |      |

### Ženske
| Disciplina | Zlato                                                                                         | Zlato   | Srebro                                                                            | Srebro  | Bron                                                                                   | Bron    |
| ekipno     | Belorusija · Natalija Permjakova · Natalija Rižankova · Irina Kakujeva · Svjatlana Paramihina | 23:37,1 | Norveška · Ann Elen Skjelbreid · Åse Idland · Anette Sikveland · Hildegunn Fossen | 23:47,6 | Francija · Emmanuelle Claret · Nathalie Beausire · Corinne Niogret · Véronique Claudel | 23:57,7 |

## Medalje po državah
| Poz | Država     | Zlato | Srebro | Bron | Skupaj |
| 1   | Italija    | 1     | 0      | 0    | 1      |
| 1   | Belorusija | 1     | 0      | 0    | 1      |
| 3   | Rusija     | 0     | 1      | 0    | 1      |
| 3   | Norveška   | 0     | 1      | 0    | 1      |
| 5   | Nemčija    | 0     | 0      | 1    | 1      |
| 5   | Francija   | 0     | 0      | 1    | 1      |